# Tortoreto
Tortoreto är en ort och kommun i provinsen Teramo i regionen Abruzzo i Italien. Kommunen hade 11 922 invånare (2018).